# Ammophila cellularis
Ammophila cellularis är en biart som beskrevs av Gussakovskij 1930. Ammophila cellularis ingår i släktet Ammophila och familjen grävsteklar. Inga underarter finns listade i Catalogue of Life.